# ROKS Daecheon
Le ROKS Daecheon (PCC-777) est une corvette de classe Pohang de la Marine de la république de Corée.

## Historique
La classe Pohang est une série de corvettes construites par différentes entreprises de construction navale sud-coréennes. La classe se compose de 24 navires et certains, après leur déclassement, ont été vendus ou donnés à d'autres pays. Il existe cinq types différents dans la classe, du lot II au lot VI.
Le ROKS Daecheon (PCC 777) a été construit par Hanjin Heavy Industries à Busan et lancé le 22 janvier 1988. Le navire a été mis en service le 7 janvier 1990.
Le 1er mai 2015, le destroyer lance-missiles USS Fitzgerald (DDG-62), de la Septième flotte des États-Unis, a effectué une visite dans le port de Busan, lors d’une de ses patrouilles de routine dans toute la région Inde-Asie-Pacifique, au cours desquelles il développe des partenariats clés avec des alliés dans toute la région. Le commandant du destroyer a offert lors de cette visite une casquette de commandant au commander Song-gun Lee, capitaine du ROKS Daecheon.